# 岩間友次
岩間 友次（いわま ともつぐ、1947年 - 2006年3月12日）は、日本のサッカー選手およびサッカー指導者。

## 略歴
山梨県立石和高校を卒業後、日本体育大学に入学してサッカー部に所属し、主将を務めた。
大学卒業後の1969年に山梨県立農林高校の教諭に赴任。その後、山梨県立石和高校、山梨県立山梨園芸高校、山梨県立山梨高校（定時制）でも教諭を務めた。
1969年から甲府サッカークラブ (甲府クラブ。現在のヴァンフォーレ甲府) の選手として活動。1977年から1978年にかけて甲府クラブの監督を務めた。監督辞任後も高校教諭として教壇に立ちながら山梨県サッカー協会理事や第41回国民体育大会 (かいじ国体) のサッカー山梨県代表チームの強化部長を兼任。甲府クラブがヴァンフォーレ甲府として法人化する際に私財を投じて支援し、Jリーグ参入に貢献した。ヴァンフォーレのJリーグ参入後は法人会員となり、妻とともに毎試合ホームゲームを観戦していた。
山梨高校で定年を間近に控えていた2006年3月12日午後8時45分頃、笛吹市の自宅前で石和高校時代の教え子 (当時42歳) に刺殺された。享年59。不登校になっていた教え子に対し24年前の卒業式前日に式に出るよう説得したが、教え子はこの時から精神的に不安定の状態で、さらに精神障害になったのは岩間のせいと被害妄想を持つようになり、卒業後も何度か岩間の家を訪れるなどしていた。
事件後の2006年9月に遺族は地方公務員災害補償基金に公務災害認定を請求したが「因果関係がない」として公務外災害（補償不受理）の処分したことから甲府地方裁判所へ提訴。2010年1月19日に甲府地方裁判所は「長期にわたる迷惑行為の延長線上で事件が起きており、経緯が異常とはいえない。」として同基金に対し処分の取り消し（補償の受理）を命じた。
教え子には、2002年に監督としてジュビロ磐田を優勝に導いた鈴木政一などがいる。

## 監督成績
| 年度 | 所属   | クラブ | リーグ戦 | リーグ戦 | リーグ戦 | リーグ戦 | リーグ戦 | リーグ戦 | リーグ戦 | カップ戦 | カップ戦 |
| 年度 | 所属   | クラブ | 順位     | 試合     | 勝点     | 勝利     | PK勝     | PK敗     | 敗戦     | JSL杯    | 天皇杯   |
| ---- | ------ | ------ | -------- | -------- | -------- | -------- | -------- | -------- | -------- | -------- | -------- |
| 1977 | JSL2部 | 甲府ク | 5位      | 18       | 32       | 6        | 2        | 4        | 6        | 予選敗退 | 予選敗退 |
| 1978 | JSL2部 | 甲府ク | 3位      | 18       | 38       | 9        | 1        | 0        | 8        | 予選敗退 | 予選敗退 |

※1977年と1978年のJSLは引分なし。